# 어바머너블
《어바머너블》(Abominable)은 미국에서 제작된 라이언 쉬프린 감독의 2006년 공포, 스릴러 영화이다. 매트 맥코이 등이 주연으로 출연하였다. 이 영화는 뉴욕시에서 2006년 4월 10일 초연되었다.

## 출연

### 주연
- 매트 맥코이
- 헤일리 조엘

### 조연
- 조지 앤드류스
- 제프리 콤스

## 기타
- 배역: 주니 로우리-존슨

## 홈 미디어
이 영화는 2006년 10월 3일 앵커 베이에 의해 DVD로 출시되었다. 나중에 2008년 5월 6일 라이언스게이트에 의해 리패이킹 에디션으로 출시되었다. 이 영화는 2018년 6월 12일 MVD 리와인드에 의해 블루레이로 최초 출시될 것이라 발표되었다.